# 劍山 (台灣)
劍山，又稱小劍山，位於臺灣臺中市和平區梨山里中部，雪霸國家公園南部。為台灣知名山峰，也是台灣百岳之一，排名第64。劍山高達3,253公尺，屬於雪山山脈。劍山附近接連佳陽山與大劍山。其特色為狀似寶劍，瞭望視野廣闊。

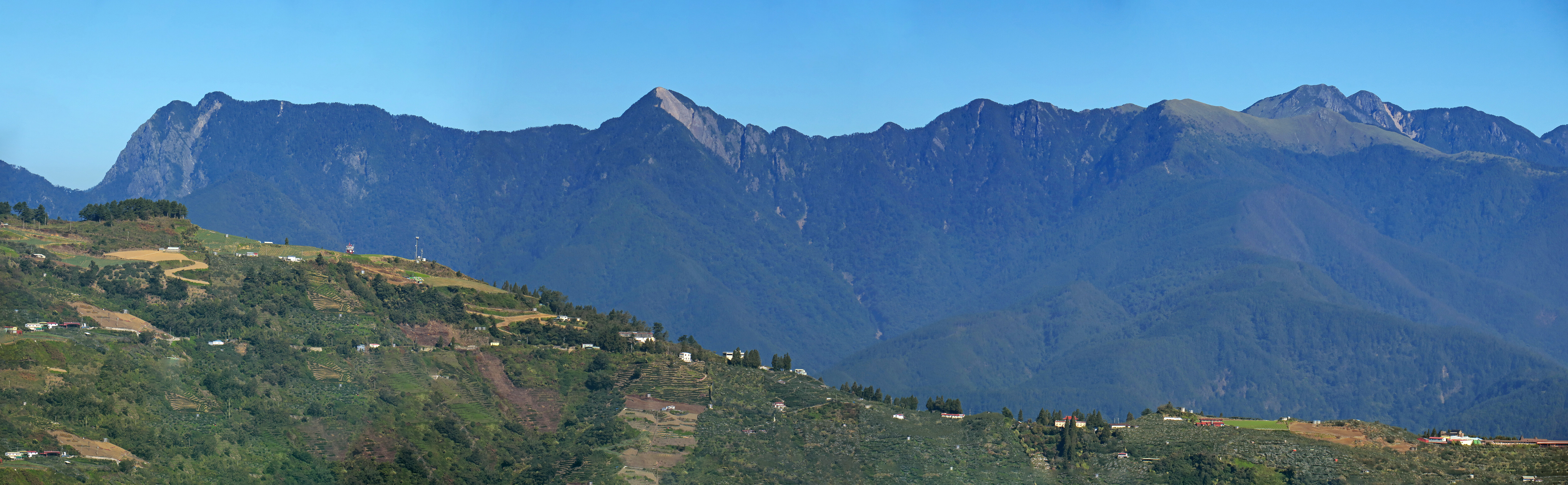
自南面眺望雪山山脈的大劍山至劍山稜線